# Condado de Torrefiel
El condado de Torrefiel es un título nobiliario español creado por el rey Fernando VII de España, el 16 de agosto de 1816, a favor de Rafael-María de Barberá-Puigmoltó y de la Tonda, teniente coronel de Caballería, ayudante de campo del general Bessières. El condado fue creado con el vizcondado previo de Miranda (1816).
El actual titular, desde 1981,  es Vicente Puigmoltó y Prat, VI conde de Torrefiel.

## Condes de Torrefiel
|                                        | Titular                                         | Periodo                                |
| Creado en 1816 por el rey Fernando VII | Creado en 1816 por el rey Fernando VII          | Creado en 1816 por el rey Fernando VII |
| -------------------------------------- | ----------------------------------------------- | -------------------------------------- |
| I                                      | Rafael-María de Barberá-Puigmoltó y de la Tonda | 1816-1837                              |
| II                                     | Rafael Puigmoltó y Pérez                        | 1845-1890                              |
| III                                    | Enrique Puigmoltó y Mayáns                      | 1892-1900                              |
| IV                                     | Vicente Puigmoltó y Rodríguez-Trelles           | 1901-1931                              |
| V                                      | Vicente Puigmoltó y Rodríguez de Valcárcel      | 1951-1981                              |
| VI                                     | Vicente Puigmoltó y Prat                        | 1981-actualidad                        |

## Historia de los condes de Torrefiel
- Rafael-María de Barberá-Puigmoltó y de la Tonda (anteriormente, Puigmoltó y de la Tonda)[3] (1778-1837), I conde de Torrefiel, I vizconde de Miranda (vizcondado previo), teniente coronel de Caballería, ayudante de campo del general Bessières.

Le sucedió, el 28 de noviembre de 1845, su hijo:
- Rafael Puigmoltó y Pérez (1806-1890), II conde de Torrefiel.

1. Casó con Pascuala Mayáns y Enríquez de Navarra (n.1808).

Le sucedió, el 19 de septiembre de 1892, su hijo:
- Enrique Puigmoltó y Mayáns (1828-1900), III conde de Torrefiel y I vizconde de Miranda. Amante de Isabel II, y a quien se le atribuye la paternidad del rey Alfonso XII.[5][6][7][8]

1. Casó con María Rodríguez-Trelles y Pérez.

Le sucedió, el 22 de mayo de 1901, su hijo matrimonial:
- Vicente Puigmoltó y Rodríguez-Trelles (1889-1931), IV conde de Torrefiel y I vizconde de Miranda.

1. Casó con María Rodríguez de Valcarcel y de León (n.1887), de cuyo matrimonio nacieron seis hijos: Milagros, Vicente, Enrique, Joaquín, Rafael, y María de los Desamparados Puigmoltó y Rodríguez de Valcárcel.

En el Vizcondado de Miranda le sucedió, en 1950, su segundo hijo, Enrique Puigmoltó y Rodríguez de Valcárcel (n.1915)
En el Condado de Torrefiel, le sucedió, el 2 de marzo de 1951, su hijo primogénito:
- Vicente Puigmoltó y Rodríguez de Valcárcel (n.1915), V conde de Torrefiel.

1. Casó con María Luisa de Prat y Dupuy de Lome (n.1920), de cuyo matrimonio nacieron cuatro hijos: María Victoria, María Luisa, María del Carmen, y Vicente Puigmoltó y Prat.

Le sucedió, el 8 de enero de 1981, su hijo primogénito:
- Vicente Puigmoltó y Prat, VI conde de Torrefiel.

Actual titular.